# Іп Ман 4
«Іп Ман» (спрощ.: 叶问; кит. трад.: 葉問; піньїнь: Yè Wèn) — китайський напівбіографічний фільм у жанрі драми та бойовика Вілсона Іпа, що вийшов 2019 року.

## Сюжет
Продовження саги легендарного майстра бойових мистецтв.
Події бойовика розгортаються в середині 20 століття у Сан-Франциско. Великий майстер бойового мистецтва Він-Чунь Іп Ман приїжджає в Америку, щоб влаштувати до місцевої школи свого неслухняного сина Іп Цзиня (Іп Чина), виключеного за чергову бійку. До того ж так сталося, що це співпало з виступом на турнірі з карате його учня — Брюса Лі, який відкрив школу для навчання своєї майстерності в цьому ж місті. Учень насолив місцевій бойовій спільноті, написавши книгу англійською мовою, що пропагує східні бойові мистецтва. Майстрам старої школи здається безглуздим доносити принципи філософії кунг-фу людям Заходу. На тлі цих розбіжностей у Іп Мана виникають складнощі у спілкуванні з головою китайської спільноти, а як виявилося, саме він є ключем до успіху мети його подорожі. Однак озлоблені старожили далеко не єдина перешкода, яку доведеться подолати літньому майстру бойових мистецтв.

## У ролях
- Донні Єн — Іп Ман (кит.: 葉問), скромний китайський майстер Він Чун родом із Фошань.
- Ву Юе — Ван Цзунхуа (кит.: 萬宗華), голова Китайської благодійної асоціації (CBA) і магістра з Тайцзіцюань.
- Веннес Ву — Хартман Ву (китайська: 吳赫文), штабний сержант Корпусу морської піхоти США та учень Брюса Лі.
- Скотт Едкінс — Бартон Геддес, артилерійський сержант Корпусу морської піхоти США та експерт Карате.
- Кент Ченг — Фат Бо (кит.: 肥波), друг Іп Мана.
- Денні Чан — Брюс Лі (кит.: 李小龍), власник школи бойових мистецтв у Сан-Франциско та учень Іп Мана.
- Саймон Шіямба — Біллі, офіцера INS і учень Брюса Лі.